# Bookends
Bookends es el cuarto álbum de estudio del dúo de música estadounidense Simon & Garfunkel. Producido por Paul Simon, Roy Halee y Art Garfunkel, el álbum fue lanzado el 3 de abril de 1968 en los Estados Unidos por Columbia Records. El dúo había alcanzado la fama dos años antes con los álbumes Sounds of Silence y Parsley, Sage, Rosemary and Thyme y el álbum de la banda sonora de la película de 1967 El Graduado.
Bookends es un álbum conceptual que explora un viaje de la vida desde la infancia hasta la vejez. La cara A del álbum marca etapas sucesivas en la vida, el tema sirve como sujetalibros para el ciclo de vida. La cara B consiste principalmente en material no utilizado para la banda sonora de El Graduado. Las letras de Simon se refieren a la juventud, la desilusión, las relaciones, la vejez y la mortalidad. Gran parte del material fue elaborado junto con el productor John Simon, quien se unió a la grabación cuando Paul Simon sufrió un "bloqueo del escritor". El álbum se grabó gradualmente durante el período de un año, y la producción se aceleró alrededor de los últimos meses de 1967.
Las ventas iniciales de Bookends fueron sustanciales en los EE. UU., Y el álbum produjo el sencillo "Mrs. Robinson". El álbum se vendió mejor en los Estados Unidos y en el Reino Unido, donde alcanzó el puesto número uno. Bookends fue considerado un gran avance para el dúo, colocándolos en el mismo nivel que artistas como The Beatles, Bob Dylan y los Rolling Stones en la vanguardia del movimiento cultural en la década de 1960. El álbum ha seguido recibiendo aclamaciones críticas hasta el día de hoy.
Bookends vendió más de un millón de copias y se colocó en la primera posición de las listas de la revista Billboard, llegando a lo más alto en Norteamérica y Reino Unido durante siete semanas consecutivas.
Los cuatro temas del álbum que consiguieron colocarse en las listas son "A Hazy Shade Of Winter", "At the Zoo", "Fakin' It" y "Mrs. Robinson", colocándose en las posiciones 13, 16, 23 y 1, respectivamente.
En el año 2003 Bookends fue reconocido como el 93 mejor álbum de la historia según el canal TV network. En el año 2012, la prestigiosa revista Rolling Stone lo calificó como el 234 mejor en la Lista de Rolling Stone de los 500 mejores álbumes de todos los tiempos.

## Antecedentes
Simon & Garfunkel irrumpieron por primera vez en la escena nacional cuando su sencillo "The Sound of Silence" causó sensación en la radio en 1965, durante un período en el que el dúo se había roto debido al fracaso de su lanzamiento debut, Wednesday Morning, 3 A.M. (1964) Después de otro lanzamiento, Sounds of Silence (1965), el dúo grabó y lanzó Parsley, Sage, Rosemary and Thyme (1966), que trajo nuevos éxitos críticos y comerciales para el dúo. Simon, entonces de 25 años, sintió que finalmente había "logrado" un escalón superior del rock and roll, mientras que lo más importante era retener la integridad artística ("Acercándose espiritualmente más a Bob Dylan que a, digamos, Bobby Darin", escribió el biógrafo Marc Eliot). El dúo eligió a William Morris como su Agente de Talentos después de una recomendación de Wally Amos, un amigo en común a través de su productor, Tom Wilson.

## Lista de canciones
1. "Bookends Theme" (0:32)
2. "Save the Life of My Child" (2:48)
3. "America" (3:35)
4. "Overs" (2:18)
5. "Voices of the Old People" (2:07)
6. "Old Friends" (2:35)
7. "Bookends Theme" (1:23)
8. "Fakin' It" (3:19)
9. "Punky's Dilemma" (2:17)
10. "Mrs. Robinson" (4:05)
11. "A Hazy Shade of Winter" (2:17)
12. "At the Zoo" (2:22)

## Créditos
- Paul Simon: voz, guitarra, productor
- Art Garfunkel: voz, productor
- John Simon: productor
- Roy Halee: productor, ingeniero de sonido
- Bob Johnston: productor
- Jimmie Haskell: arreglos
- Jim Marshall: fotografía